# Информационна асиметрия
В икономиката и договорната теория информационна асиметрия се занимава с изследването на решения при трансакции, когато едната страна има повече или по-добра информация, отколкото другата.
Това създава липса на баланс на силата при трансакции, което може понякога да доведе до „изкривяване“ на трансакцията.
През 2001 Нобелова награда за икономика е дадена на Джордж Акерлоф, Майкъл Спенс и Джоузеф Стиглиц „за техния анализ на пазари с асиметрична информация“. 
Моделите на информационна асиметрия предполагат, че поне една от страните в трансакция има релевантна информация, докато другата/те нямат. Някои модели на асиметрична информация могат да бъдат използвани също така в ситуация, при която поне една от страните може да наложи, приведе в действие или ефективно да си отмъщава (репресира) за нарушения, неспазвания (на някаква договорка) по някои части от договор, докато другата не може.